# La Brousse
La Brousse ist eine französische Gemeinde mit 516 Einwohnern (Stand: 1. Januar 2022) im Département Charente-Maritime in der Region Nouvelle-Aquitaine (vor 2016: Poitou-Charentes); sie gehört zum Arrondissement Saint-Jean-d’Angély und zum Kanton Matha. Die Einwohner werden Broussiens und Broussiennes genannt.

## Geographie
La Brousse liegt etwa 80 Kilometer ostsüdöstlich von La Rochelle in der Saintonge. Das Gemeindegebiet wird vom Flüsschen Saudrenne durchquert. Umgeben wird La Brousse von den Nachbargemeinden Saint-Pierre-de-Juillers im Norden und Nordwesten, Saint-Martin-de-Juillers im Norden, Gibourne im Nordosten, Bagnizeau im Osten, Blanzac-lès-Matha im Süden und Südosten, Aumagne im Westen und Südwesten sowie Varaize im Westen und Nordwesten.

## Bevölkerungsentwicklung
| Jahr                       | 1962 | 1968 | 1975 | 1982 | 1990 | 1999 | 2006 | 2017 |
| Einwohner                  | 592  | 576  | 569  | 530  | 520  | 477  | 498  | 509  |
| Quellen: Cassini und INSEE |      |      |      |      |      |      |      |      |

## Sehenswürdigkeiten
- Kirche Saint-Louis, 1891 erbaut